# Die Angst des Tormanns beim Elfmeter (Film)
Die Angst des Tormanns beim Elfmeter ist ein Spielfilm des deutschen Regisseurs Wim Wenders aus dem Jahre 1972. Der Film basiert auf der gleichnamigen Erzählung von Peter Handke. Wenders bezeichnet den Film als sein Erstlingswerk. Zuvor hatte er zwar bereits mehrere Kurzfilme und den Langfilm Summer in the City gedreht, einem größeren Publikum wurde er jedoch erst mit Die Angst des Tormanns beim Elfmeter bekannt.

## Handlung
Der Fußballtorwart Josef Bloch wird wegen einer handgreiflichen Auseinandersetzung mit dem Schiedsrichter vom Platz gestellt. Er zieht danach ziellos durch Wien und verbringt die Nacht mit der Kinokassiererin Gloria. Als sie ihn am nächsten Morgen mit einem Seil spielerisch verführen will, würgt er sie ohne ersichtlichen Grund zu Tode, beseitigt so gut es geht seine Fingerabdrücke aus der Wohnung und geht auf eine erneute Irrfahrt.
Er fährt mit dem Überlandbus zu einer Freundin ins Burgenland, doch dort ist wegen eines vermissten Kindes bereits viel Polizei auf den Straßen. Aus Zeitungsmeldungen informiert er sich über den Fortgang der Ermittlungen und erfährt, dass er mit amerikanischen Münzen, die aus einer beschädigten Tasche seines Sakkos fallen, eine Spur gelegt hat.
Während er mit seiner Freundin und sich selbst Gespräche führt, gibt er sich keine Mühe mehr, seine Spur zu verwischen, sondern verhält sich auffällig und legt bewusst Hinweise, die Zeugen aufmerksam machen könnten – beispielsweise fängt er Schlägereien an und beauftragt seine Wirtin, das Loch in seiner Tasche zu flicken. Zum Ende des Films schaut er sich ein Fußballspiel an und setzt seinem Platznachbarn anhand eines gegebenen Elfmeters auseinander, wie sehr sich Tormann und Schütze dabei gedanklich aufeinander konzentrieren müssen. Mit dem gehaltenen Elfmeter endet der Film – ob Bloch überführt wird, bleibt offen.

## Hintergrund
Wim Wenders las das Manuskript seines Freundes Handke bereits vor der Veröffentlichung des Buches und entschloss sich, einen Film daraus zu machen. Dabei hielt er sich genau an die Buchvorlage. Das Budget des Films betrug etwa 600.000 DM, die wichtigsten Geldgeber waren der Westdeutsche Rundfunk und die österreichische Telefilm AG. Dadurch konnte Wenders erstmals mit professionellen Schauspielern zusammenarbeiten. Sein letzter Film, Summer in the City, hatte noch ein Budget von nur 12.000 DM. Zum ersten Mal drehte Wenders nach einem Drehbuch und in Farbe.
Die Angst des Tormanns beim Elfmeter war der erste Film, der im 1971 gegründeten Filmverlag der Autoren erschien.
Von Überlegungen, für die Rolle des Josef Bloch den deutschen Nationaltorwart Wolfgang Fahrian zu verpflichten, nahm man Abstand, und entschied sich stattdessen für einen erfahrenen Schauspieler, nämlich Arthur Brauss. Dieser wurde später von Kritikern gelobt.
Der Film wurde am 29. Februar 1972 erstmals im Fernsehen gezeigt und kam am 13. Oktober desselben Jahres in die deutschen Kinos. Wenders und Handke waren davon ausgegangen, dass der Film erfolgreich würde. Diese Erwartung erfüllte sich jedoch nicht. Ein Grund dafür war, dass aufgrund des Titels ein typischer Sportfilm erwartet wurde, während Die Angst des Tormanns beim Elfmeter ein psychologisches Krimi-Drama ist. Bei den Kritikern fand der Film aber durchaus Anerkennung.
Auf der Berlinale 2015 wurde eine digital restaurierte Fassung gezeigt, nachdem der Film 40 Jahre lang aufgrund fehlender Musikrechte weder im Kino zu sehen noch auf Bildträgern verfügbar gewesen war. Bei der Produktion des Films hatte Wenders "gar nicht gewagt, an andere Nutzungen als das Kino in Deutschland und eben das Fernsehen zu denken", und die Musikauswahl ohne Rücksicht auf langzeitige oder internationale Rechte an den zahlreichen Popmusikstücken getroffen. Für die Neuveröffentlichung wurden viele Pop-Klassiker, für die der Rechte-Erwerb zu teuer gewesen wäre, durch neu geschriebene Lieder im Stil der Entstehungszeit ersetzt.
In einer Szene ist Wim Wenders zu sehen, der an einer Reisegruppe vorbei durch die Halle eines Bahnhofs schreitet (Cameo).

## Kritik und Auszeichnungen
»Wim Wenders benutzt in seinem zweiten Spielfilm Muster der Kriminalgeschichte und des Hollywoodthrillers, um über Wahrnehmungsformen zu reflektieren. Genaue Beobachtung von alltäglichen Vorgängen und Details enthüllt den latenten Schrecken des scheinbar Selbstverständlichen.« (Lexikon des internationalen Films).
»Inwieweit hier ein derber Zynismus zur Entfaltung kommt, bleibt ebenso offen wie zahlreiche andere Fragen, die Wim Wenders seinem Publikum anträgt und zumutet, nicht ohne dabei eine Faszination von einer bestimmten Größe und Tiefe zu transportieren, auch und vor allem jenseits gewählter Rede.« (Marie Anderson bei kino-zeit.de)
»Sternstunde des jungen deutschen Kinos.« (Cinema)
Der Film wurde 1972 bei den Internationalen Filmfestspielen von Venedig gezeigt und mit dem Preis der Filmkritik ausgezeichnet.